# Miguel de Cesena
Miguel de Cesena (Michele di Cesena ou Michele Fuschi) ( c. 1270 – 29 de novembro de 1342) foi um frade franciscano italiano, ministro geral da ordem dos Franciscanos, além de teólogo. A defesa de sua tese acerca da pobreza evangélica o colocou em conflito com o Papa João XXII .